# Iwona Marcinkiewicz
Iwona Marcinkiewicz (nascida Iwona Dzięcioł: Varsóvia, 23 de maio de 1974) é uma arqueira polaca, medalhista olímpica.

## Carreira
Iwona Marcinkiewicz representou seu país nos Jogos Olímpicos em 1996, 2000 e 2008, ganhando a medalha de bronze por equipes em 1996. 